# Burt Paulin
Pour les articles homonymes, voir Paulin.
Burt Paulin (Montréal, 13 août 1955 - ) est un administrateur, un homme politique et un historien canadien, anciennement député  libéral de Restigouche-Ouest et de Restigouche-La-Vallée à l'Assemblée législative du Nouveau-Brunswick.

## Biographie
Burt Paulin est né le 13 août 1955 à Montréal, au Québec. À l'âge de quatre mois, sa famille déménage à Saint-Jean-Baptiste-de-Restigouche, au Nouveau-Brunswick, où il réside toujours. Il fréquente les écoles de son village ainsi que de Menneval avant d'aller à l'école centrale de Kedgwick. Il suit ensuite des cours en relations publiques, en administration, en sociologie et en leadership.
En mai 1974, à l'âge de 18 ans, il devient le plus jeune canadien de l'histoire à être élu conseiller scolaire, dans le district 1. Il devient vice-président du même district et ensuite président entre 1978 et 1986. Il préside le district 5 de 1992 jusqu'à sa dissolution. Burt Paulin est membre de l'Association libérale du Nouveau-Brunswick et a été vice-président des Jeunes libéraux du Nouveau-Brunswick. Il est élu à la 54e législature pour représenter la circonscription de Restigouche-Ouest à l'Assemblée législative du Nouveau-Brunswick le 9 juin 2003, lors de la 54e élection générale. Il est alors porte-parole en matière de ressources naturelles et des parcs. Il est aussi membre du Comité spécial de l'approvisionnement en bois, du Comité permanent de modification des lois et du Comité permanent de l'éducation.
Burt Paulin présente sa candidature dans la nouvelle circonscription de Restigouche-La-Vallée, lors de la 55e élection générale, le 18 septembre 2006, mais est défait par le progressiste-conservateur Percy Mockler. Il travaille ensuite, jusqu'en février 2009, à titre d'adjoint spécial pour le ministre de l'Agriculture et de l'Aquaculture et pour le ministre de l'Éducation postsecondaire, de la Formation et du Travail.
Burt Paulin est élu à la 56e législature lors de l'élection partielle du 9 mars 2009, dans la circonscription de Restigouche-La-Vallée. Il siège actuellement au Comité permanent des corporations de la Couronne et au Comité permanent des comptes publics. Il devient whip du gouvernement en janvier 2010. En juillet,il est nommé président du caucus gouvernemental par le premier ministre Graham emplus d'être le whip du gouvernement.
Il est candidat à sa succession lors de la 57e élection générale, qui se tient le 27 septembre 2010, mais n'est pas réélu.
Depuis 2010, il est consultant et président de la compagnie Atlantica Construction Inc,directeur pour l'association des pompiers du Nord-Ouest,directeur pour le Groupe Écotourisme au conseil de gestion du bassin versant de la rivière Restigouche et membre du bureau de direction du Nouveau-Brunswick du congrès mondial Acadien pour 2014
Burt Paulin collectionne les photos historiques. Il a également écrit Quelques notes historiques sur Saint-Jean-Baptiste, Geographical Names of New Brunswick: Riding of Restigouche West et Charlie Van Horne: Life and Times. Il est le fondateur du Musée historique d'Olivier.
Il s'implique dans sa communauté. Il a été président du conseil de pastorale de 1973 à 1988 et président de la caisse populaire de 1973 à 1997. Il est membre fondateur des corporations des loisirs, du conseil 7998 des Chevaliers de Colomb, d'un comité d’alphabétisation et de l'Association des conseillers et conseillères scolaires francophones du Nouveau-Brunswick. Il est président fondateur de la Fondation Dr Romaric Boulay pour l'Hôtel-Dieu Saint-Joseph de Saint-Quentin. Il a été vice-président de la Commission régionale de la santé mentale pour la Région 5 et du Centre hospitalier Restigouche. Il a finalement été membre du conseil de l'association des pompiers volontaires du Nord-Ouest.
Son épouse se nomme Carolle Malais et est originaire de Saint-Jean-Baptiste-de-Restigouche. Le couple a un fils, Jean-François, une fille, Nancy, ainsi que quatre petits-enfants.